# Байнеш, Меир Женисулы
Меир Женисулы Байнеш (каз. Мейір Жеңісұлы Бәйнеш; род. 15 октября 1985, Талды-Курган, Казахская ССР) — казахстанский оперный певец (тенор). Заслуженный деятель Республики Казахстан (2018).

## Биография
Родился 15 октября 1985 года в г. Талдыкорган.
В 2010 году окончил Казахскую Национальную консерваторию имени Курмангазы по специальности «Сольное пение» (класс профессора, народного артиста Казахстана Гафиз Есимова).
Стажировался в Италии (Иези, Болонья, Милан). Брал мастер-классы у М. Френи, Р. Брузона, П. Барбаччини.
С 2004 по 2007 годы — стажер-солист Казахский театр оперы и балета имени Абая
С 2007 по 2008 годы — артист театра «Театр-Мюзикла Аксарай»
С 2008 по 2014 годы — солист оперы Казахский театр оперы и балета имени Абая
С 2014 года по настоящее время — Ведущий солист оперы Каз ГАТОБ «Astana Opera»
Во время мирового турне театра «Астана Опера» выступал в таких знаменитых залах, как Carnegie Hall (Нью-Йорк, США), Sony Centre (Торонто, Канада), Opéra Bastille (Париж, Франция), De Doelen (Роттердам, Нидерланды), Stadsschouwburg (Антверпен, Бельгия).
Знаменательным событием в культурной жизни Казахстана стала премьера Торжественной оды Shine Astana («Сверкающая Астана») Карла Дженкинса, в которой в числе солистов принимал участие и Меир Байнеш.

## Достижения
Награды вокальных конкурсов:
1. 2005 года — Лауреат I премии XVI Республиканского конкурса молодых певцов (Шымкент)
2. 2007 года — Лауреат III премии Международного фестиваля творческой молодежи «Шабыт» (Астана)
3. 2008 года — Лауреат I премии Международного конкурса «Романсиада» (Москва)
4. 2009 года — Гран-при Международного конкурса им. Н.Тлендиева (Тараз)
5. 2011 года — Лауреат III премии Международного конкурса Б.Тулегеновой (Астана)
6. 2015 года — Лауреат II премии IV Международного конкурса камерных певцов и концертмейстеров им. Рустема Яхина (Казань)
7. 2015 года — Обладатель Гран-при в номинации «Классический вокал» IV Фестиваля-конкурса имени Нургисы Тлендиева «Өз елім» (Астана).

## Репертуар
- Биржан («Биржан — Сара» М. Тулебаева)[1]
- Тулеген («Кыз Жибек» Е. Брусиловского)
- Айдар («Абай» А. Жубанова и Л. Хамиди)
- Альфред («Травиата» Дж. Верди)
- Ленский («Евгений Онегин» П. Чайковского)
- Неморино («Любовный напиток» Г. Доницетти)
- Каварадосси («Тоска» Дж. Пуччини)
- Рикардо («Бал-маскарад» Дж. Верди)
- Гонец («Аида» Дж. Верди)

## Государственные награды
- 2011 — Лауреат Премии Фонд Первого Президента Республики Казахстан — Елбасы (Лидера Нации) в номинации «Музыкальное искусство»
- 16 апреля 2015 — Почётный знак «За заслуги в развитии культуры и искусства» (Межпарламентская ассамблея СНГ) — за значительный вклад в формирование и развитие общего культурного пространства государств — участников Содружества Независимых Государств, реализацию идей сотрудничества в сфере культуры и искусства[2].
- 5 декабря 2018 — Указом Президента Республики Казахстан награждён почетным званием «Қазақстанның еңбек сіңірген қайраткері» (Заслуженный деятель Республики Казахстан) За достижения в казахской классической музыке и оперном искусстве.[3][4][5][6]